# Vanilla Beans (album)
Albums de Vanilla Beans
Vanilla Beans II
(2011)
EPs par Vanilla Beans
Def & Def
(19 mai 2010)
Compilations par Vanilla Beans
VaniBest
(22 sept. 2010)
Singles
1. U Love Me
Sortie : 3 octobre 2007
2. Nicola
Sortie : 20 mai 2008
3. Afternoon a Go-Go
Sortie : 27 août 2008
4. Shopping☆Kirari
Sortie : 29 octobre 2008
5. Ashita wa Ashita no Natsu ga Kuru
Sortie : 24 décembre 2008
6. Sakasaka Circus
Sortie : janvier 2009

Vanilla Beans (バニラビーンズ, Officiellement titré en majuscule et en occidental sur la couverture de l'album) est le premier album studio éponyme du groupe féminin japonais Vanilla Beans sorti en 2009 au Japon.

## Détails de l'album
L'opus sort le 25 février 2009 au Japon, une seule édition, sous FLOWER LABEL, un sous-label de Tokuma Japan Communications.
Cet album contient les trois premiers singles physiques du groupe U Love Me (sorti en 2007), Nicola (en 2008) et Sakasaka Circus (en 2009, un mois avant la sortie de l'album) ainsi que des singles sortis sous format numérique dont Afternoon a Go-Go, Ashita wa Ashita no Natsu ga Kuru et Shopping Kirari, mais qui figurent chacun d'eux sous d'autres versions.
Le premier single du groupe U ♡ Me, est à l'origine interprété par Rena et Rika en tant que membres originaux. Mais après le départ de Rika en 2008 et la venue d'un nouveau membre Lisa, la chanson est réenregistrée pour l'album sous la version des membres actuels du groupe.

## Formation
- Rena
- Lisa

## Liste des titres
| 1.  | Opening ~Instrumental~                                                       |      |
| 2.  | Sakasaka Circus (サカサカサーカ)                                             | 4:09 |
| 3.  | U ♡ Me (Rena & Risa version) (レナ&リサVer.)                                 | 3:45 |
| 4.  | happy merry-go-round                                                         | 2:59 |
| 5.  | Kimagure na Palette Type (気まぐれなパレットタイプ)                          | 3:31 |
| 6.  | Winter Has Gone                                                              | 5:25 |
| 7.  | Ashita wa Ashita no Natsu ga Kuru (album version) (あしたはあしたの夏がくる) |      |
| 8.  | Afternoon a Go-Go (album version)                                            |      |
| 9.  | Shopping☆Kirari (album version)                                              |      |
| 10. | Nicola (ニコラ)                                                              | 3:52 |
| 11. | Vanillade (バニラード)                                                       | 1:58 |
| 12. | Ending ~Instrumental~                                                        |      |

| 13. | Afternoon a Go-Go -We Love You MIX-(Remastering ver.) |  |
| 14. | Shopping☆Kirari ~Okite Porsche + Dr.USUI Waterfront Mix~ (Remastering ver.) (... ～掟ポルシェ+Dr.USUI Waterfront Mix～(Remastering Ver.)                                          |  |
| 15. | Ashita wa Ashita no Natsu ga Kuru ~Okite Porsche + Dr.USUI Waterfront Mix~ (Remastering ver.) (あしたはあしたの夏がくる ～掟ポルシェ+Dr.USUI Death Techno Mix～(Remastering Ver.) |  |